# Maurice Boakye
Maurice Osei Boakye (* 1. September 2004) ist ein deutsch-ghanaischer Fußballspieler.
Maurice Boakye ging in der Jugend 2020 vom Wandsbeker TSV Concordia zum Hamburger SV. 2022 kam er zum Eimsbütteler TV, mit dem er am Ende der Saison 2022/23 in die Regionalliga Nord aufstieg. Zur Spielzeit 2024/25 wechselte Maurice Boakye zur zweiten Mannschaft des VfB Stuttgart
Mit dem VfB Stuttgart II debütierte er in der 3. Profi-Liga am 23. November 2024 am 15. Spieltag der Saison 2024/25 gegen den SC Verl.
Anfang Februar 2025 wechselte Boakye zur zweiten Mannschaft des Hamburger SV.